# NHK職員によるインサイダー取引事件
NHK職員によるインサイダー取引事件（エヌエイチケイしょくいんによるインサイダーとりひきじけん）とは、2007年に日本放送協会（NHK）の職員が、ニュース原稿を放送前に閲覧し、それをもとに対象企業の株式を売買したインサイダー取引事件である。

## 概要
2007年（平成19年）3月8日、かっぱ寿司を運営するカッパ・クリエイト株式会社とゼンショーが資本業務提携することが決定し、両社が発表する時間と同じ15時のNHKニュースで放送した。この放送原稿を、放送前に原稿システムの端末から知ったNHK職員が、カッパクリエイト株のインサイダー取引を行っていたことが明らかになった。
NHKニュースの原稿は社内システムで管理されているが、当時はニュース原稿を編集作業に回す時点で、報道関連の職員は誰でも見られる状態になっていた。この事件では社内公開された時間が午後2時38分で、株式取引終了時間の午後3時までの22分間に株取引が行われた。
証券取引等監視委員会の調査を受けたのは、33歳の報道局テレビニュース部制作記者、30歳のNHK岐阜放送局放送部記者、40歳のNHK水戸放送局放送部ディレクター。NHKの内部調査では、3人のうち2人は勤務時間中にもかかわらず勤務先から自宅へ戻り、パソコンからカッパクリエイト株の買い注文を出していた。残る1人は勤務中に携帯電話のサイトを通じて購入していた。調べに対し、職員は「1回あたり約40万円ほどの儲けがあった」と供述している。
3人の間に面識はなく、同じ職場になったこともなかった。NHK側は、16日午前の証券取引等監視委員会の査察まで事件に気づかなかったという。
証券取引等監視委員会は、その後の調査で、3人の取引が当日の市場取引の約3割にもあたり、市場に与えた影響が大きく悪質な行為として、 金融庁に6万 - 45万円の課徴金を勧告、それに従い金融庁は課徴金納付命令を出した。この処分を受けて、NHKは3人の職員を懲戒免職とした。また当時の橋本元一NHK会長は、任期満了となる翌2008年1月24日に辞任している。

## 影響・批判
この事件ではNHKの職員が業務を悪用したケースとして大きく報道されたほか、他の新聞社などがもっている報道関係の職員による株取引を禁止する就業規定がNHKには経済部などをのぞいては存在しなかったことも、コンプライアンス意識の組織的な欠如として驚きをもって受けとめられた。
NHKは全職員を対象にした実態調査を行い、この過程でさらに81人が勤務中に株取引を行っていたことが判明。加えて1100名が調査協力を拒否しており、NHK組織内の規律の緩みが厳しく批判された。以後NHKは、報道端末を扱う職員に対して「株取引禁止」への同意や、株取引調査への協力を義務づけるようになった。